# Dinoponera longipes
Dinoponera longipes ist eine Ameise aus der Unterfamilie der Urameisen (Ponerinae). Die Tiere gehören zu den größten Ameisen der Welt.

## Merkmale
Die Arbeiterinnen von Dinoponera longipes sind etwa drei Zentimeter lang. Dadurch lassen sie sich leicht in den Insektarien von Zoologischen Gärten beobachten und es wurden viele Studien über ihr Verhalten und ihre Fortpflanzung gemacht. Nur verschiedene Myrmecia- und Paraponera-Arten erreichen eine ähnliche Größe. Die auf Borneo vorkommenden Arbeiterinnen von Camponotus gigas sind sogar noch etwas größer.
Die Tiere verfügen über einen gut ausgebildeten Stachel. Die Giftblase produziert ein potentes Gift, das vor allem auf das Nervensystem von Insekten wirkt. Der Wirkstoff Poneratoxin unterbindet die Erregungsleitung in den Nervenbahnen und lähmt dadurch das Opfer. Das Gift kann aber auch bei Wirbeltieren wirksam sein. Bei Menschen kann der äußerst schmerzhafte Stich Fieber, kalte Schweißausbrüche und Herzrhythmusstörungen hervorrufen.

## Verbreitung
Wie die anderen Arten der Gattung Dinoponera ist die Art in der Neotropis, den tropischen Gebieten Südamerikas, beheimatet. Hier lebt sie vor allem in den Regenwäldern des Hochlandes von Peru.

## Lebensweise
Die Ameisen leben in nur sehr kleinen Staaten mit etwa 100 Tieren in einem Hügel. Meist jagt sie größere Insekten. Aber auch kleine Frösche oder Mäuse stehen auf ihrem Speiseplan. In Gefangenschaft, im Insektarium des Zoos von Cincinnati, wo auch die 24-Stunden-Ameise gehalten wird, konnte gezeigt werden, dass ganz junge Mäuse selbstständig erjagt werden. Größere Tiere zerlegt sie als Aas mit ihren gezähnten Mandibeln, die sie wie eine Säge einsetzt.